# しば裏
『しば裏』（しばうら）は、柴田淳のB面コンピレーション・アルバム。2007年3月14日にDreamusicから発売。

## 概要
柴田淳にとって通算2枚目となるコレクションアルバムはB面集（カップリング集）。全曲がデジタルリマスター。
初回限定盤は、ドリーミュージック在籍時シングル曲のMV収録DVD付。
他歌手による同系統アルバムは、ASIAN KUNG-FU GENERATIONの『フィードバックファイル』、スピッツの『花鳥風月』などがあるが、本作との違いは、歌手本人による自主的制作・発売であったという点につきる。
本作は、前所属会社のドリーミュージックが、柴田の移籍後に発売したものである。
柴田もBARKSに「カップリング集のお話を聞いて、これもいいのかなと思いました」とコメントを寄せており、自主的な制作ではないが完全に本人の意思に反するものではない。本作発売によって、ドリーミュージック在籍時の柴田のシングル・カップリング曲はピアノ・ソロやアレンジ違いを除けばほぼ全て網羅されることとなり、入手困難となっていたインディーズ楽曲も収録（初回プレス盤に要因不明だがメジャー版「ぼくの味方」が収録され、一時販売中止・交換騒動が起きた）。時系列には収録されていない。インディーズ音源の「ピンクの雲」は、発売前年に開催・DVD化されたシークレットライブでもサプライズ楽曲として披露され話題になったが、本作では改めてスタジオ・バージョンにて収録されている。本作はB面集ではあるものの「帰り道」「変身」「美しい人」「夢」「おかえりなさい。」など14曲中5曲が既にアルバム収録済楽曲であり、代わりに「サーカスがやってきた〜Piano Solo〜」、「夜の海に立ち...〜弾き語りバージョン〜」といった完全アルバム未収録曲（後者はアレンジ違い）は収録されていない。

## 収録曲
CD
| 全作詞・作曲: 柴田淳。 |                                          |           |            |                  |      |
| #                      | タイトル                                 | 作詞      | 作曲・編曲 | 編曲             | 時間 |
| 1.                     | 「空の色」                               | 柴田淳    | 柴田淳     | 坂本昌之         | 5:55 |
| 2.                     | 「夢」                                   | 柴田淳    | 柴田淳     | 坂本昌之         | 5:29 |
| 3.                     | 「忘れもの」                             | 柴田淳    | 柴田淳     | 坂本昌之         | 6:10 |
| 4.                     | 「おかえりなさい。」                     | 柴田淳    | 柴田淳     | 羽毛田丈史       | 5:33 |
| 5.                     | 「缶ビール」                             | 柴田淳    | 柴田淳     | 柴田淳           | 6:16 |
| 6.                     | 「終電」                                 | 柴田淳    | 柴田淳     | 羽毛田丈史       | 5:12 |
| 7.                     | 「変身」                                 | 柴田淳    | 柴田淳     | 澤近泰輔         | 5:06 |
| 8.                     | 「美しい人」                             | 柴田淳    | 柴田淳     | 坂本昌之         | 5:20 |
| 9.                     | 「光」                                   | 柴田淳    | 柴田淳     | 柴田淳、坂本昌之 | 6:35 |
| 10.                    | 「幸せなうた」                           | 柴田淳    | 柴田淳     | 坂本昌之         | 5:34 |
| 11.                    | 「帰り道」                               | 柴田淳    | 柴田淳     | 澤近泰輔         | 4:46 |
| 12.                    | 「いちばん星」                           | 柴田淳    | 柴田淳     | 澤近泰輔         | 5:38 |
| 13.                    | 「ぼくの味方（インディーズバージョン）」 | 柴田淳    | 柴田淳     | 澤近泰輔         | 5:31 |
| 14.                    | 「ピンクの雲」                           | 柴田淳    | 柴田淳     | 澤近泰輔         | 5:13 |
| 合計時間:              | 合計時間:                                | 合計時間: | 78:18      |                  |      |

DVD
| #         | タイトル           | 作詞  | 作曲・編曲 | 時間 |
| --------- | ------------------ | ----- | ---------- | ---- |
| 1.        | 「ぼくの味方」     |       |            | 5:33 |
| 2.        | 「それでも来た道」 |       |            | 5:12 |
| 3.        | 「月光浴」         |       |            | 5:06 |
| 4.        | 「片想い」         |       |            | 6:19 |
| 5.        | 「隣の部屋」       |       |            | 5:03 |
| 6.        | 「ため息」         |       |            | 5:16 |
| 7.        | 「あなたとの日々」 |       |            | 5:28 |
| 8.        | 「未成年」         |       |            | 5:28 |
| 9.        | 「ちいさなぼくへ」 |       |            | 5:47 |
| 10.       | 「白い世界」       |       |            | 5:01 |
| 11.       | 「幻」             |       |            | 4:12 |
| 合計時間: | 合計時間:          | 58:25 |            |      |

## 楽曲について
1. 空の色
2002年発売の3枚目のシングル「月光浴」のB面。
本作でアルバム初収録。
アルバム『ため息』とほぼ同時期に制作されており、楽器や構成はほぼその流れを汲んでいるが、同作には収録されていなかった。
2. 夢
2003年発売の6枚目のシングルであり、アルバム『ため息』からのシングルカットで両A面扱いとされていた「ため息/夢」の2トラック。
3. 忘れもの
2003年発売の5枚目のシングル「隣の部屋」のB面。
本作でアルバム初収録。
「空の色」と同じくアルバム『ため息』とほぼ同時期に制作されているが、この楽曲は柴田淳には珍しくアコースティック・ギターを前面に押し出した楽曲となったシンプルなアレンジである。
4. おかえりなさい。
2005年テレビ朝日系列木曜ミステリー「おみやさん」の主題歌。同年のアルバム『わたし』から「幻」と共に両A面でシングルカットされた楽曲。
5. 缶ビール
2003年発売の7枚目のシングル「あなたとの日々」のB面。
6. 終電
2005年発売の10枚目のシングル「白い世界」のB面。
本作でアルバム初収録。
7. 変身
2002年発売の2枚目のシングル「それでも来た道」のB面。アルバム『オールトの雲』収録曲。DVD「しば漬け」ではシークレットで本曲のシンプルバージョンを視聴可能。
8. 美しい人
2002年発売の4枚目のシングル「片想い」のB面。
アルバム『ため息』収録曲。
9. 光
2004年発売の9枚目のシングル「ちいさなぼくへ」のB面。
イントロが無くそのまま始まるという柴田淳の楽曲では珍しい構成。ほぼピアノとギターの弾き語りであり、アレンジはかなりシンプルだが6分以上ある長い曲でもある。
10. 幸せなうた
2004年発売の8枚目のシングル「未成年」の2トラック目。本作でアルバム初収録。
柴田淳ツアー2007では、「私が一番好きな曲」と紹介されて、アンコールの最後を飾った。
11. 帰り道
メジャー盤「ぼくの味方」の2トラック目、アルバム『オールトの雲』収録曲。
最初はシンプルな展開ながらも次第に楽器が増えて行く壮大な展開で、最後は再びピアノソロで終了する。
12. いちばん星
メジャー盤「ぼくの味方」3トラック目。本作でアルバム初収録。
比較的少ない楽器で構成されており、ゆっくりとしたテンポで「オールトの雲」の流れを汲んだ楽曲となっている。
13. ぼくの味方（インディーズバージョン）
インディーズでじゅん名義で発売された「ぼくの味方」はメジャー盤とは微妙に演奏が異なる。本曲はメジャー盤では使っていなかったエレクトリック・ギターなどを多用。ピアノをフィーチャーしたメジャー盤とは後半の印象が異なり、メジャー盤よりややシンプルなアレンジで、尺も微妙に短い。
14. ピンクの雲
インディーズ盤「ぼくの味方」のみ収録楽曲。
2006年のシークレットライブで数年ぶりに歌唱されたことからスタジオ録音バージョンの再音源化の要望が高まっていた矢先の再CD化となった。発表は2001年であるものの既に今日では当たり前の「メール」に関する歌詞が描かれている。